# جازية الهلالية (قصة)
الجازيةهي الشخصية الأسطورية الأساسيّةالتونسية التي تسيطر على "السيرة الهلالية"، تلك الملحمة الشعبية العربية التي مازالت متداولة إلى اليوم في كامل أرجاء الوطن العربي والتي تقصّ بأسلوب شعري تغريبة بني هلال بعد سبع سنوات من الجدب من هضاب نجد إلى مشارف إفريقية وزحفهم عليها واستيطانهم بها. وذلك في القرن الخامس الهجري الموافق للقرن الحادي عشر الميلادي.

## الموضوع
تحتل الجازية مكانها في أعلى درجة السلم الاجتماعي القبلي فهي أخت رئيس الحلف الهلالي حسن بن سرحان، أوكما تسمّيه رواية مغربية "السلطان حسن الهلالي بو علي" مؤكّدة فيه صفة الرئاسة على الأقوام. فهي بحكم منزلتها سيّدة القبائل التي قوّت ظروف القحط تضامنها. وهبها اللّه جمالا رائعا مع ذكاء وقّاد وقدرة على تدبير الأمور، فكانت حسناء فاتنة.
أهم ما تتميّز به الجازية عن سواها وفاؤها لقومها. فقد رضيت بالزواج من الشريف ابن هاشم والاقامة في مكّة في وسط حضري، خدمة لذويها الذين بدأت سنون القحط تنهكهم فطمعوا في تزويجهم الجازية.ولمّا تفاقم الوضع وقرّرت قبائل بني هلال الرحلة إلى إفريقية طلبوا منها أن تترك حياة البذخ والرخاء التي كانت تنعم بها وأن تعود إلى مضارب أهلها لتشاركهم المحنة فلم تتردّد وتركت زوجها وابنها والتحقت بأهلها ورحلت معهم لمواجهة مصير مجهول.إحدى وظائف الجازية المعترف بها من الجميع هي تقويمها الرجال في حياتهم اليومية وسيرتهم ومدى نفعهم لمجتمعهم. فهي المنارة التي يهتدي بها من له تعلّق بقيم الرّجولة. تقول الجازية مخاطبة أخاها السّلطان حسن الهلالي بوعلي في نادي القبيلة:
ثلاثة من الرجال يا هلال يستاهلوا البكا نعف
وعليهم تنقّ العين يغرد نحيبها
الأول من يعرّض راسه للبلا
ويطفي نار سامر لهيبها
والثاني منهم إليّ يفرح للخاطر إليا
لفي في سنين الشدة والشحايح
منين الرجال شربه من القربة يكيدها
والثالث منهم خفيف النّفس فصيح اللّسان
اللّي ياخذ حقّه وحقّ من يريدها
وباقيهم يا هلال غير بصّ
على العمى جيّابات ذراري
حرازّات نسا كثّارات
رموز وكّلات مثاريد عصيدها
لا يستاهلوا لا حزن ولا بكا.
كان جميعهم يعترفون لها بحقّ التقويم وهم مبهورون بجمالها ومعجبون بحكمتها وحصافة رأيها ومتأثّرون بإخلاصها للقبائل الهلالية. وكانت تترك لأخيها السّلطان حسن الهلالي بوعلي حرّية المبادرة ولو كانت لها المشورة، وكان لها الثّلث في الحكم تتقاسمه مع أخيها الحسن وزوجة أخيها شيحه أمّ البنين الثلاثة مرعي ويحيى ويونس الذين لم يعد منهم أحد من رحلة الريادة إلى تونس حيث أقاموا مع خالهم بوزيد. كان حسن الهلالي بوعلي يقاوم صراعات داخلية بين قبائل انضم بعضها إلى بعض بوازع مواجهة القحط والبحث عن طريق الخلاص وهي معتادة على حرّية التّصرف والاستقلالية. يقول حسن الهلالي بوعلي مخاطبا ابنته زرارة:

ولكن الجازية تبرز وتسيطر على الموقف عندما تدلهمّ الأجواء فيحتار جميعهم في اختيار السبيل المؤدية أو عندما تحل بالقوم الملمات الجسيمة. فعندئذ نراها تصبح هي قطب الرّحى والمملية للموقف الجماعي الحازم الذي يفكّ العقدة ويفتح الطريق. عندما وصلت جموع بني هلال إلى الضفّة اليمنى لنهر النيل تعرّض لها ابن الخواجة عامر أمير مصر يريد منعها من عبور النّهر. وعرض الأمير على أبطال بني هلال المبارزة، فتقدم بدر في اليوم الأول وبارز البطل المصري طول النهار دون أن يغلب أحدهما الاخر، وفي الأيّام الثلاثة الموالية لم يقدر زيدان ولا ذياب على التغلّب على ابن الخواجة عامر. وأظلمت الدنيا في أعينهم، ولم يعثروا على الحلّ ويئسوا فقالت لهم الجازية:
| جازية الهلالية (قصة) | آمروا بالرحيل من توه، وركبوني في قبّ على شالخ الناب وحلّوا بي المسير | جازية الهلالية (قصة) |

نقّت الطبول. وقام الرحيل من وقتها ومع وجوه الصباح تعرّض ولد الخواجة عامر مثل عادته، وحينما طلّ زحزحت الزازية خمارهاوقالت له:
| جازية الهلالية (قصة) | رفعنا يا ولد الخواجة عامر. ولمّا سمع صوتها وتمكّن من رؤيتها عقله من الرأس تسلب وذهبت عنه الصميلة وما فاد كان دوّر جملة النجع وضيفه ثلاثة أيام. رفع خمار عن وجه صبيح وعزم مكين تعبّر عنه صاحبته بكلمات معدودات: رفعنا أثقالنا ولن نتقهقر مهما كان الثمن. | جازية الهلالية (قصة) |

وهي التي تدعو عند الوصول إلى إفريقية إلى المهادنة والتّفاهم لأنّ في ذلك مصلحة لقومها. وقد وازنت بين موقف بوزيدالذي كان يرى أنّه من الأصلح سلوك سياسة التفاوض والمسالمة لكسب التعايش مع السكان الأصليين، وموقف ذياب الذي كان يدعو إلى احتلال إفريقية عنوة. وقد رجّحت الكفّة إلى جانب بوزيد نظرا إلى التعب الذي لحق الأقوام بعد شقّ الصحاري وأملا في أنّ الصداقات التي كسبها بوزيد في أثناء رحلة الرّيادة ستساعد على استيطان الهلاليين بإفريقية دون كبير عناء. ساندت الجازية بوزيد أوّل الأمر وأشارت عليه بأن يذهب ذياب مع جانب من المواشي إلى غدامس حتّى يخلو الجوّ لبوزيد فيطبق سياسته دون التعرّض إلى المشاغبة. ويمارس بوزيد سياسة المسالمة مع العلاّم والي مدينة تونس والعضد الأيمن لخليفة الزناتي حامي الحمى. ويتوغّل في الممارسة إيمانا منه بأنّ المعيشة ممكنة بين أهل الوبر وأهل المدر. ويسمح لأعراب بني هلال أن يدخلوا مدينة تونس ليتسوّقوا فيها. وكانت فترة سلم. وكانت الجازية من وراء كلّ ذلك حاثّة في صمت واستحياء.

وهناك فرق بين الروايات المصرية للسّيرة الهلالية على خلاف الروايات المغربية التي هي أكثر إمساكا وحياء، تقدم لنا الجازية في هذه الظروف بالذات في صورة سيدة تأخذ على نفسها مباشرة العلاّم والتفاوض معه بذكاء وجرأة ملتمسة هدنة تدوم ثلاثة شهور "لتسمن الأغنام الهزيلة" وترتاح العباد بعد عناء الرّحلة الطويلة. ويبقى بوزيد في ظلّها. ولا تتردّد الجازية فتبدي مفاتن جسدها لتغري العلاّم. يقول الشاعر المصري واصفا الجازية وهي مبدية محاسنها عازمة على الظّفر:

وعندما يغدر العلاّم ببني هلال ويقتل أبناء الأبطال في محارسهم ناقضا للهدنة، وعندما ينقضّ عليهم بعد ذلك خليفة الزناتي مكبدا إياهم الهزيمة تلو الهزيمة، فارضا على قبائلهم العيش في ظل قبائل زناتة البربرية عيشا يشبه العبودية، تقول الجازية:
| جازية الهلالية (قصة) | بوزيد خاين وذياب معزّب. ابعثوا لذيابيجي | جازية الهلالية (قصة) |

عرفت الجازية كيف تلخّص الوضع بقوّة ووضوح وإيجاز وتستنتج الحلّ المناسب. لقد فشلت سياسة البحث عن الحلّ السلمي لأنّها انتهت إلى التواطؤ مع العدوّ والهزيمة. فالأنسب أن يُدْعى ذياب البطل المبعد الذي لا يؤمن إلا بالعنف. وتستقبل الجازية ذياب وتدعوه إلى مبارزة خليفة الزّناتي لغسل العار الذي لحق الهلاليين. وترعاه في اللّيلة السابقة لليوم المشهود الذي سينتصر فيه ذياب على الزناتي. وتمتحن البطل فتأمر بأن تفرش له شبكة ملأى بالشّوك لينام عليه ليلته. وعندما نهض في الصباح الباكر ليتهيأ للمبارزة وجدوا أنّ شوك السدر تحوّل إلى غبار ناعم كالحنّاء. فعرفت الجازية أن تقلّب ذياب على الفراش طوال الليل دليل على أنّ ما لحق قومه من الأذى قد أثّر فيه أيّما تأثير. ولعلّ أروع ما احتفظ به الوجدان الشعبي إلى يومنا عن الجازية، هو تلك المقولة السائرة التي تعبّر عن توق الجازية الصارخ إلى الحرّيّة وتفضيلها كسب الابل لأنّها هي الوحيدة التي تستطيع في زمانها ترحيل المرء من مكان هيمن فيه القهر والظلم إلى فضاءات واسعة ولو كانت خالية لا يشعر فيها بالذّلّ والهوان:
- الزازية شهّاوها قالوا لها:
- خوذي مياة حوليه في الأرض الخليّه
- قاتّلهم: البل خير
- قالوا لها: خوذي مياة زيتونة في أرض ميصونة
- قاتّلهم: البلّ خير
- قالوا لها: خوذي مياة جبّارة على عين هرهاره
- قاتّلهم: البلّ خير
- وقاتّلهم: البلّ ومن قنى البل عاشت ضغاره ترحّلك من منازل الذل وترميك في بر خالي قفاره.